# Krayenburg

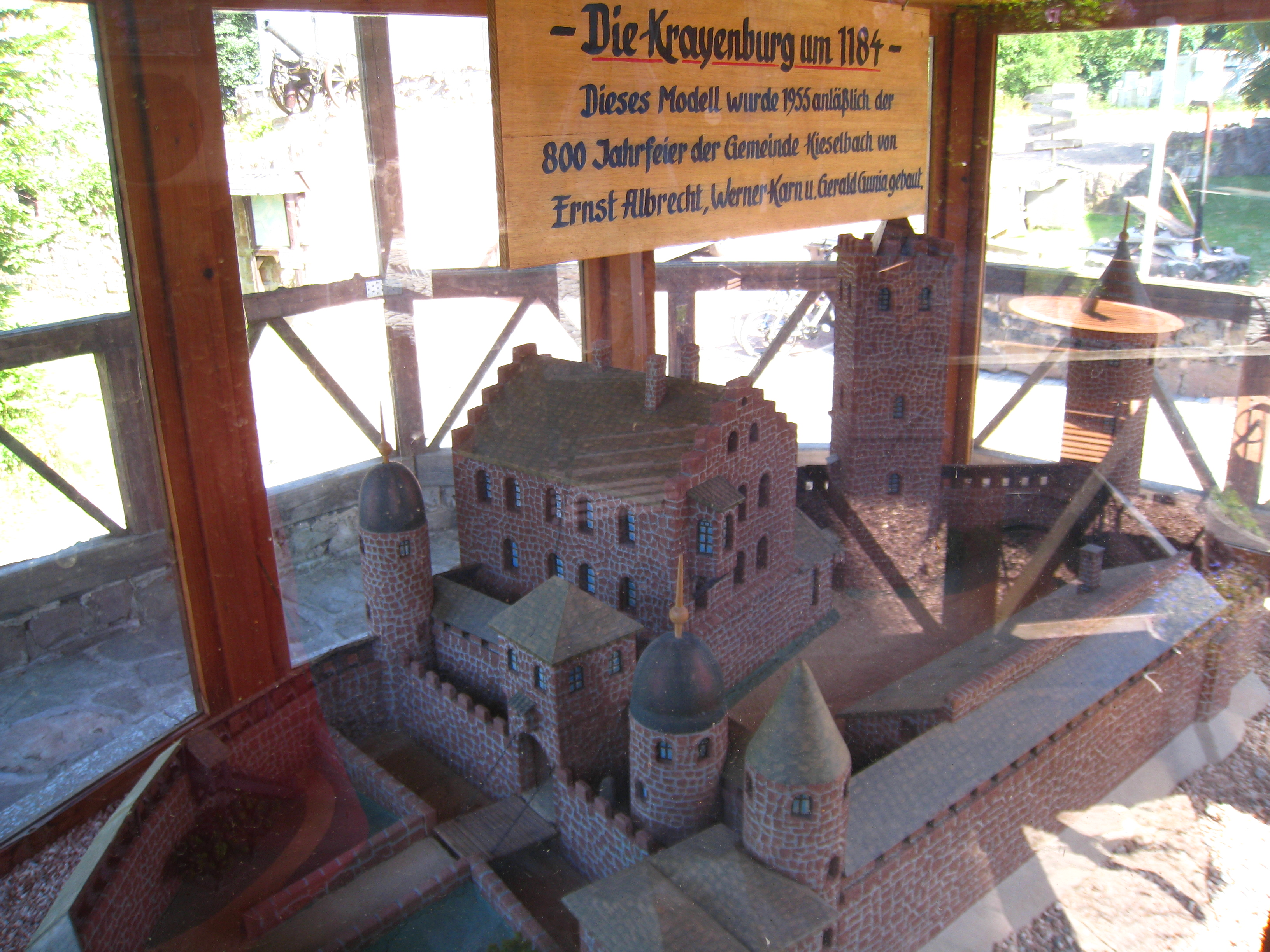
Makieta zamku

Krayenburg – ruiny zamku istniejącego od XII do XVII w. na wzgórzu Krayenberg, obecnie w granicach dzielnicy Tiefenort miasta Bad Salzungen, w powiecie Wartburg, w kraju związkowym Turyngia,  w Niemczech. 

## Historia
Pierwsza pisemna wzmianka o zamku pochodzi z 1155 roku jako część umocnień chroniących klasztor w Hersfeld. Zniszczony w trakcie wojny trzydziestoletniej. Dzięki renowacji z początku XX wieku obecnie udostępnione są ruiny zamku i wieża widokowa.